# کلوپ مادرید
کلوپ مادرید سازمانی مستقل است که به منظور ارتقای دموکراسی و تغییر در جامعهٔ جهانی بنیادگذاری شده‌است.
اعضای این کلوپ روسای پیشین حکومتها و دولتهایی هستند که توانایی ایفای نقش تسهیل‌کننده (catalyst) در ایجاد تغییر را دارند. کلوپ مادرید با تعامل با دولتها و سازمانهای دیگر تلاش می‌کند به راههای مؤثر ارائهٔ مشاورهٔ فنی به کشورهای در حال گذاری که به سمت دموکراسی گام برمی‌دارند دست یابد.

## تاریخچه
کلوپ مادرید پس از برگزاری کنفرانس گذار دموکراتیک و تحکیم (Conference on Democratic Transition and Consolidation) که در اکتبر سال ۲۰۰۱ میلادی در مادرید برگزار گردید آغاز به کار کرد. در آن گردهمایی ۳۵ تن از روسای حکومتها و دولتها از اروپا، آمریکا، آسیا و آفریقا با بیش از یکصد تن از دانشگاهیان و خبرگان سیاست به منظور تبادل نظر در زمینهٔ مسائل و مشکلات نظری و عملی ایجاد دموکراسی دیدار کردند. 

## سازمان
مقر کلوپ در مادرید است اما جلسات آن در نقاط مختلف دنیا برگزار می‌شود. اعضای این سازمان هشتاد نفر از روسای حکومتها و دولتهای ۵۶ کشور مختلف می‌باشند. در حال حاضر ویم کوک (Wim Kok) نخست وزیر پیشین هلند ریاست این کلوپ را بر عهده دارد.
از جمله دیگر اعضای این کلوپ می‌توان به افراد زیر اشاره کرد:
- صادق المهدی نخست وزیر پیشین سودان
- خوزه ماریا آزنار نخست وزیر پیشین اسپانیا
- فرناندو انریکه کاردوسو رئیس جمهور پیشین برزیل
- بیل کلینتون رئیس‌جمهور پیشین آمریکا
- میخائیل گورباچف رئیس‌جمهور پیشین اتحاد شوروی
- واتسلاو هاول رئیس‌جمهور پیشین کشورهای چکسلواکی و جمهوری چک
- لیونل ژوسپن نخست وزیر پیشین فرانسه
- هلموت کهل صدراعظم پیشین آلمان
- جان میجر نخست وزیر پیشین انگلستان
- مازویتسکی نخست وزیر پیشین لهستان
- رومانو پرودی رئیس پیشین کمیسیون اروپا و نخست وزیر پیشین ایتالیا
- فیدل راموس رئیس‌جمهور پیشین فیلیپین
- مری رابینسون رئیس‌جمهور پیشین ایرلند و کمیسر عالی حقوق بشر سازمان ملل
- جیمی کارتر رئیس‌جمهور پیشین آمریکا
- تابو امبکی رئیس‌جمهور آفریقای جنوبی
- خاویر پرز دکوئیار دبیرکل پیشین سازمان ملل متحد و رئیس شورای وزیران پرو
- خوزه لوئیز رودریگز زاپاترو رئیس دولت اسپانیا
- فؤاد سینیوره نخست وزیر پیشین لبنان

همچنین آنگ سان سو چی و کوفی عنان اعضای افتخاری این کلوپ هستند.